# Otpor

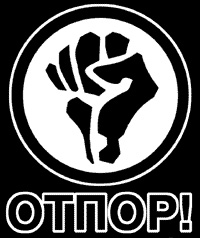
Az Otpor logója

Az Otpor! (szerb cirill írással: Отпор!) 1998-ban alapított szerb ifjúsági mozgalom. A Milošević-rezsim ellen fellépő fiatalok szervezete, betiltották, tagjait üldözték. Jelképe az ökölbe szorított kéz. Az otpor szó jelentése: ellenállás. 2000. október 5-én békésen megdöntötték a diktatúrát.

## A mozgalom megalakulása
1998-ban alakult meg, válaszként a média és az egyetemek új törvényeire, melyek nem feleltek meg az egyetemisták akaratának. Kezdetben az Otpornak a Belgrádi Egyetemen voltak aktivistái. Miután a NATO 1999-ben lebombázta Jugoszláviát, az Otpor megkezdte politikai kampányát az elnök Slobodan Milošević ellen. Országszerte a rendőrség leverte az Otpor megmozdulásait. Majdnem 2000 aktivistát tartóztattak le, egyeseket meg is vertek. A 2000-es választásokon az Otpor megkezdte a GOTOV JE! ГОТОВ ЈЕ! (magyarul: Vége van!) kampányát, ezzel kifejezve Miloševićtyel való elégedetlenségét.

## Szimbóluma
Az Otpor szimbóluma a fekete ökölbe szorított kéz, amit graffitiként falakra és pólókra festettek a fiatalok. Eredete bizonytalan. Egyes változatok szerint a francia antifasiszta mozgalom jele volt. Azonban megtalálni Lenin-plakátokon is a világ proletárjai egyesüljetek felirat felett.

## Nyugati finanszírozás
A The New York Times azt írta, hogy az Otpor a nagy mennyiségű – elsősorban az USA-ból áradó – pénzösszegeknek köszönhetően működhetett. Csak egy amerikai szervezet adott át pénzt Milošević megbuktatására (25 millió dollárt). Erre az Otpor csak pár száz dollárt fogyasztott el, egyetlen évben. Az Otpor vezetői ezt beismerték. Daniel Karingart a Nemzetközi Republikánus/Köztársasági Intézményből azt állítja, hogy 2000 folyamán az intézmény 1,8 millió dollárt adott. Továbbá, hogy hét-tíz alkalommal találkozott az Otpor vezetőivel Montenegróban és Magyarországon.

## A felkelés kezdetétől a győzelemig
A 2000. szeptemberi választásokon Slobodan Milošević heves politikai ellenfélre talált Vojislav Koštunica a Szerb Demokrata Ellenállás (szerbül: Demokratska opozicija Srbije/Демократска опозиција Србије) vezetőjének személyében. A választásokon mindkét párt többnél több szavazatot csalt magához. Ennek eredményeképpen folytonosan új fordulókat rendeltek el. Végül Milošević „nyerte meg” a szavazást. Szeptember végén az Otpor megkezdte békés tüntetését Belgrádban, ami hamarosan az egész országra kiterjedt.
Egyes egyetemisták (az Otpor vezetői közül) elméleti alapként használták Gene Sharp erőszakmentes fellépésről írt műveinek szerb nyelvű fordításait. Kampányuk eszmei lényege a nyugodt tüntetés volt. A rendőrség és a katonaság hamar a nép mellé állt. A tüntetések békésen zajlottak le. A nép lobogtatta a fekete öklös, a vörös és a jugoszláv zászlókat. Egyes helyeken Tito marsall képét vitték magukkal a tüntetők. A fővárosban és vidéken egyaránt eltorlaszolták az utakat – traktorral vagy pedig saját testükkel.
Egyetlen durvább megmozdulás, hogy a tv-székházak elfoglalásakor az Otpor aktivistái betörték a bejárati ajtókat – azok ugyanis zárva voltak. De ezenkívül nem került sor verekedésekre, autóégetésre vagy rombolásra. A TV- székházakban az otporisták átvették a helyet, így azóta megszűnt a nacionalista propaganda és visszaállt a sajtószabadság.
A tüntetések során azonban pár személy életét vesztette, de ezek balesetek következtében történtek (például egy lány a traktor kereke alá esett).
2000. október 5-én győzött az Otpor és ezzel Szerbia és Montenegró megtették első nagy lépésüket a Nyugathoz való közeledésben.
Békés lezajlása miatt az Otport sokan úgy emlegetik: a vértelen forradalom.

## Az Otpor után
Milošević bukása után az Otpor megígérte, hogy megállítják a korrupciót. Azonban az ígéretek beváltásának híján sok aktivistát elvesztettek és sok szerb számára csalódást jelentettek. Később politikai párttá alakult át. A 2003-as parlamenti választásokon csak 62 116 (1,6%) szavazatot szereztek. Így 2004-ben beolvadtak a Demokrata Pártba (szerbül Demokratska stranka / Демократска странка), Boris Tadić-tyal az élen.
Az Otpor jó példaként felbuzdított sok ifjúsági szervezetet Grúziában, Ukrajnában, Albániában, Oroszországban (Obron környékén), Üzbegisztánban, Libanonban, Horvátországban és Koszovóban.